# أندرو كاريلتون
أندرو كاريلتون (بالإنجليزية: Andrew Carleton)‏ (22 يونيو 2000 ببودر سبرينغز في الولايات المتحدة - ) هو لاعب كرة قدم أمريكي في مركز الوسط. لعب مع أتلانتا يونايتد وتشارلستون بيتري واتلانتا يونايتد 2.

## وصلات خارجية
- أندرو كاريلتون على موقع الدوري الأمريكي (الإنجليزية)
- أندرو كاريلتون على موقع قاعدة بيانات كرة القدم.إي يو (الإنجليزية)
- أندرو كاريلتون على موقع Soccerbase.com (لاعب) (الإنجليزية)
- أندرو كاريلتون على موقع Soccerway.com (الإنجليزية)
- أندرو كاريلتون على موقع عالم كرة القدم.نت (الإنجليزية)